# Durgades nigropicta
Durgades nigropicta är en insektsart som beskrevs av William Lucas Distant 1912. Durgades nigropicta ingår i släktet Durgades och familjen dvärgstritar. Inga underarter finns listade i Catalogue of Life.